# 1998 год в литературе

## События
- В России учреждена Международная литературная премия в области фантастики имени Аркадия и Бориса Стругацких («АБС-премия»).
- В России учреждена премия Александра Солженицына для награждения писателей, живущих в России и пишущих на русском языке; за произведения, созданные и опубликованные в послереволюционный период.

### Юбилеи
- 22 июня — 100 лет со дня рождения Эриха Марии Ремарка, одного из самых читаемых немецких писателей XX века.

## Премии

### Международные
- Нобелевская премия по литературе — португальский писатель и поэт Жозе Сарамаго, «За работы, которые, используя притчи, подкреплённые воображением, состраданием и иронией, дают возможность понять иллюзорную реальность»[1].
- Всемирная премия фэнтези за лучший роман — Джеффри Форд, «Физиогномика» (англ. The Physiognomy).
- Всемирная премия фэнтези за лучшую повесть — Ричард Боус, «Streetcar Dreams».
- Премия Агаты — Лора Липпман, роман «Butchers Hill».
- Дублинская литературная премия — Герта Мюллер, «Сердце-зверь» (нем. Herztier).
- Нейштадтская литературная премия — Нуруддин Фарах[2].
- Премия «Хьюго» за лучший роман — Джо Холдеман, «Бесконечный мир (роман Холдемана)» (англ. Forever Peace)[3].
- Премия «Хьюго» за лучшую повесть — Аллен Стил, «Куда мудрец боится и ступить…» (англ. Where Angels Fear to Tread)[3].
- Премия «Хьюго» за лучший рассказ — Майк Резник — «Сорок три династии Антареса» (англ. The 43 Antarean Dynasties)[3].
- Премия мира немецких книготорговцев — Мартин Вальзер.

### Великобритания
- Букеровская премия — Иэн Макьюэн, «Амстердам» (англ. Amsterdam)[4].
- Премия Сомерсета Моэма:

1. Кейт Саммерскейл, «The Queen of Whale Cay»;
2. Роберт Твиггер, «Злые белые пижамы» (англ. Angry White Pyjamas: An Oxford Poet Trains with the Tokyo Riot Police ).

- Женская премия за художественную литературу — Кэрол Шилдс, «Вечеринка Ларри» (англ. Larry’s Party)[5].

### Германия
- Бременская литературная премия —  Эйнар Шлеф, «Droge Faust Parsifal».
- Премия Георга Бюхнера — Эльфрида Елинек.

### Израиль
- Государственная премия Израиля:
  - за литературу на иврите — Амос Оз;
  - за поэзию — Далия Равикович.
- Иерусалимская премия — не вручалась.

### Испания
- Премия Сервантеса — Хосе Йерро.
- Премия принцессы Астурийской — Франсиско Аяла[6].

### Норвегия
- Премия Ибсена — Петтер Сигурд Росенлунд, «En umulig gutt».
- Премия Браги — Хьяртан Флёгстад, «Kron og mynt».

### Россия
- Русский Букер — Александр Морозов, «Чужие письма».
- Антибукер:
  - номинация роман / повесть — Андрей Волос, «Хуррамабад».
  - номинация поэзия — Максим Амелин.
  - номинация драматургия — не присуждалась.
  - номинация литературоведение и литературная критика — Олег Давыдов, «Демон Солженицына».
  - номинация эссе, мемуары — Эмма Герштейн, «Мемуары».
- Премия Андрея Белого:
  - номинация проза — Михаил Ерёмин.
  - номинация проза — Василий Кондратьев.
  - номинация гуманитарные исследования — Константин Мамаев.
  - номинация за заслуги перед литературой — Ры Никонова, Сергей Сигей.

### США
- Премия Эдгара Аллана По:
  - за лучший роман — Джеймс Ли Бёрк, «Cimarron Rose»[7].
  - за лучший первый роман американского писателя — Джозеф Кэнон, «Los Alamos»[8].
- Пулитцеровская премия за художественную книгу — Филип Рот, «Американская пастораль» (англ. American Pastoral)[9].
- Пулитцеровская премия за лучшую драму — Пола Вогел, «Как я научился водить» (англ. How I Learned to Drive)[10].
- Пулитцеровская премия за поэзию — Чарльз Райт, «Чёрный зодиак» (англ. Black Zodiac)[11].

### Швеция
- Литературная премия Шведской академии — Ларс Форсселль[12].

### Франция
- Гонкуровская премия — Поль Констан, «Откровенность за откровенность» (фр. Confidence pour confidence)[13].
- Премия Фемина — Франсуа Чен, «Слова Тиани» (фр. Le Dit de Tianyi).
  - Премия Фемина зарубежному автору — Антонио Муньос Молина, «Полнолуние» (итал. Plenilunio).
- Премия Ренодо — Доминик Бона, «Рукопись из Порт-Эбена» (фр. Le Manuscrit de Port-Ébène).
- Премия Медичи:
  - за роман — Омерик, «Монгольский волк» (фр. Le Loup mongol).
  - за лучшее зарубежное произведение — Джонатан Коу, «Дом сна» (англ. The House of Sleep).
  - за эссеистику — Альберто Мангель, «История чтения» (фр. Une histoire de la lecture).

## Книги

### Романы
- «Азазель» — роман Бориса Акунина.
- «Англия, Англия» (англ. «England, England») — роман Джулиана Барнса.
- «Гарпии» (пол. Harpie ) — роман Иоанны Хмелевской.
- «Золотая муха» (пол. Złota mucha ) — роман Иоанны Хмелевской.
- «Земля Обетованная» — неоконченный роман Эриха Марии Ремарка.
- «Имя мне — Красный» (тур. Benim Adım Kırmızı) — роман Орхана Памука.
- «Испанская ярость» — третий роман из цикла о капитане Алатристе Артуро Переса-Реверте.
- «Левиафан» — роман Бориса Акунина.
- «Последний кабан из лесов Понтеведра» — роман Дины Рубиной.
- «Смерть Ахиллеса» — роман Бориса Акунина.
- «Турецкий гамбит» — роман Бориса Акунина.
- «All Through The Night» — роман Мэри Хиггинс Кларк.
- «You Belong to Me» — роман Мэри Хиггинс Кларк.
- «Самоучки» — роман Антона Уткина.

### Поэзия
- «На виртуальном ветру» — сборник стихов Андрея Вознесенского.

## Умерли
См. также: Категория:Умершие в 1998 году
- 6 февраля — Николай Старшинов, русский советский поэт.
- 8 февраля — Халлдор Кильян Лакснесс, исландский писатель, лауреат Нобелевской премии по литературе за 1955 год.
- 17 февраля — Эрнст Юнгер, немецкий писатель, мыслитель (род. в 1895).
- 19 апреля — Октавио Пас, мексиканский поэт, эссеист-культуролог, переводчик, политический публицист, лауреат Нобелевской премии по литературе (1990).
- 21 апреля — Жан-Франсуа Лиотар, французский философ и теоретик литературы.
- 27 апреля — Карлос Кастанеда, американский писатель и антрополог, этнограф, мыслитель-эзотерист.
- 26 мая — Эмиль Брагинский, советский и российский сценарист.
- 29 мая — Владимир Фёдоров, писатель, поэт и драматург, участник войны.
- 7 июня — Тома Нарсежак, французский писатель и сценарист, творивший как самостоятельно, так и в тандеме с Пьером Буало.
- 22 июля — Владимир Дудинцев, советский российский писатель (род. в 1918).
- 5 сентября — Феликс Мориссо-Леруа, гаитянский писатель, поэт, драматург (родился в 1912).
- 7 сентября — Валерий Фрид, российский драматург, сценарист (род. в 1922).
- 22 октября — Эрик Эмблер, британский писатель (род. в 1909).
- 28 октября — Тед Хьюз, английский поэт и детский писатель.
- Кантилал Л. Калани, индийский писатель и переводчик (род. в 1930).